# Perfil metálico
Los perfiles metálicos son aquellos productos laminados, fabricados usualmente para su empleo en estructuras de edificación, o de obra civil. Se distinguen:
- Perfil T
- Perfiles doble T
  - Perfil IPN
  - Perfil IPE
  - Perfil HE
- Perfiles no ramificados:
  - Perfil UPN
  - Perfil L
  - Perfil LD